# Von Braun-amidedegradatie
De Von Braun-amidedegradatie is een organische reactie waarbij een monogesubstitueerd amide met fosforpentachloride wordt omgezet tot een nitril en een organisch chloride:
Deze reactie is genoemd naar de Duitsche scheikundige Julius von Braun (1875-1939).